# 石冰
石 冰（せき ひょう、? - 304年）は、中国の西晋末に活動した流民勢力の首領。張昌に付き従って決起したが、張昌の勢力が壊滅した後も揚州で勢力を保った。

## 生涯
太安2年（303年）、張昌が江夏で反乱を起こすと、石冰はそれに付き従った。
7月、張昌は軍を分けると、石冰に東の江州・揚州の二州を攻撃させた。石冰は最初に揚州に攻め込み、揚州刺史の陳徽を撃ち破ると諸郡も全て陥落させた。張昌の命により石冰は各所に守長を置いた。各州の境内は、張昌の勢いを恐れ、付き従う事を選択した。石冰は続いて江州も攻め破り、将軍の陳貞・陳蘭・張甫を武陵・零陵・豫章・武昌・長沙に進攻させると、陳貞らはその全てを陥落させた。臨淮の封雲は、兵を挙げると徐州に侵攻して石冰に呼応した。張昌は勢力範囲を五州に広げ州牧や太守を立てたが、その殆どが盗賊か小人の輩で、禁制は無く略奪を仕事としているような連中であったため、徐々に人民の支持を失った。同月、張昌は陶侃らに敗れ兵は離散したが、石冰は引き続き揚州において勢力を保った。
12月、議郎の周玘と元南平内史の王矩が江東で挙兵し、石冰を攻撃した。元呉興郡太守の顧秘は都督揚州九郡諸軍事に推され、州郡へ向けて石冰が設けた官吏を倒すよう呼びかけた。元侍御史の賀循も会稽で挙兵し、廬江内史の華譚や葛洪・甘卓も顧秘に呼応した。石冰は配下の羌毒に数万の兵を率いて周玘を防がせたが、羌毒は敗れて殺された。石冰は臨淮から寿春に移った。征東将軍の劉準は石冰が寿春に到来したと知り大いに恐れたが、後続部隊を率いて寿春に入った広陵度支の陳敏は「賊は徴兵を嫌って集まった烏合の衆に過ぎません。私が部隊を率いて敵を破って御覧に入れます」と、劉準へ進言した。劉準は陳敏の兵を増やして出撃を命じた。
陳敏は十倍の兵を擁する石冰と数十回にわたって戦い、全勝した。陳敏は周玘と共に石冰がいる建業に進軍した。
永安元年（304年）3月、石冰は北に逃走を図り、徐州で石冰に呼応して兵を起こした封雲の下に逃げ込んだ。しかし、封雲の司馬である張統は石冰と封雲を斬り、晋軍に降伏した。こうして揚州・徐州は平定された。